# Estuari de la Gironda

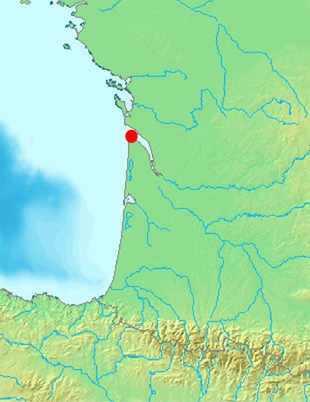
Localització de l'Estuari de la Gironda

 L'Estuari de la Gironda (o solament La Gironda) és un estuari navegable format a la desembocadura dels rius Garona i Dordonya a l'oceà Atlàntic. Està situat uns 25 quilòmetres aigües avall del centre de la ciutat de Bordeus, a l'antiga regió de Gascunya, actualment part de l'estat francès.
L'estuari fa uns 75 quilòmetres de longitud, una amplada màxima de 12 quilòmetres a la seva desembocadura i una superfície total de 635 km², essent aquest l'estuari més extens d'Europa occidental. L'estuari dona nom al departament francès de Gironda, i separa les regions franceses de l'Aquitània i de Poitou-Charentes.